# هپاتومگالی
هپاتومِگالی به حالتی می‌گویند که یک فرد کبدی بزرگ‌تر از ابعاد معمول داشته باشد. بزرگ کبدی یکی از علائم غیر اختصاصی پزشکی است که می‌تواند علل گوناگونی داشته باشد از‌جمله عفونت، مسمومیت مستقیم، تومورهای کبدی یا اختلال در سوخت‌وساز بدن.
معمولاً، هپاتومگالی به‌صورت توده شکمی تظاهر می‌یابد. بسته به‌علت، گاهی با زردی همراه می‌شود.

## علائم و نشانه‌ها
علائم مربوط به هپاتومگالی می‌توانند متفاوت و متنوع باشند، از‌جمله ممکن است برخی افراد کاهش وزن، کاهش اشتها و ضعف را تجربه کنند (زردی و کبودی نیز ممکن است وجود داشته باشد).

## علل

### علل عفونی
- تب گلاندولار (مونونوکلئوز عفونی)
- هپاتیت A و B و C
- آبسه پیوژنیک کبد
- مالاریا
- آبسه آمیبی کبد
- کیست هیداتید
- لپتوسپیروز
- اکتینومایکوزیز

### علل نئوپلاستیک
- تومورهای متاستاتیک (metastatic tumours)
- کارسینوم هپاتوسلولار (hepatocellular carcinoma)
- میلوما (myeloma)
- لوکمیا (leukaemia)
- لمفوم (lymphoma)

### علل صفراوی
- سیروز اولیه صفراوی (Primary biliary cirrhosis)
- کلانژیت اولیه اسکلروزان (Primary sclerosing cholangitis)

### علل متابولیک
- هموکروماتوز (Haemochromatosis)
- پورفیری (Porphyria)
- بیماری ویلسون (Wilson's disease)
- بیماری نیمن پیک (Niemann Pick disease)
- کبد چرب غیر الکلی (Non-alcoholic fatty liver disease)
- اختلال ذخیره گلیکوژن (GSD)

### الکل و داروها
- الکلیسم (Alcohol abuse)
- هپاتیت دارویی (Drug-induced hepatitis)

### اختلالات مادرزادی
- آنمی همولیتیک (Hemolytic anemia)
- کبد پلی کیستیک (Polycystic Liver Disease)
- آنمی سیکل سل (Sickle cell disease)
- عدم تحمل فروکتوز ارثی (Hereditary fructose intolerance)

### سایر علل
- سندروم هانتر ((Hunter syndrome (Spleen affected)
- گرانولوم، مثلاً در سارکوئیدوز ((Granulomatous(Sarcoidosis)

### علل قلبی عروقی
- انسداد وریدهای تخلیه‌کننده کبد (سندروم بودکیاری(Budd-Chiari syndrome)
- نارسایی قلب
- پریکاردیت (pericarditis)[۲][۳]

## مکانیسم
مکانیزم هپاتومگالی شامل اتساع عروقی، التهاب (علل مختلفی از جمله علل عفونی) و ورود سلول‌های غیرکبدی به کبد، یا رسوب موادی از قبیل آهن در هموکروماتوز، مس در ویلسون و چربی در بیماری کبد چرب است.

## عوامل خطر
وجود بیماری کبدی، احتمال بروز هپاتومگالی را افزایش می‌دهد. سایر عوامل عبارتند از:
مصرف الکل: بیش از حد نوشیدن مقدار زیادی الکل می‌تواند به کبد آسیب برساند.
دوزهای زیاد داروها، ویتامین‌ها یا مکمل‌ها: مصرف بیش از مقدار توصیه شده از ویتامین‌ها، مکمل‌ها یا داروهای بدون نسخه (OTC) می‌تواند خطر آسیب کبدی را افزایش دهد. مصرف بیش از حد استامینوفن شایع‌ترین علت نارسایی حاد کبدی در ایالات متحده است.
مکمل‌های گیاهی: برخی مکمل‌های گیاهی می‌توانند خطر آسیب کبدی را افزایش دهند.
عادات غذا خوردن ضعیف، داشتن اضافه وزن و همچنین خوردن غذاهای ناسالم، خطر ابتلا به بیماری کبد را افزایش می‌دهد.

## تشخیص
برای شک به بزرگی کبد، شرح حال کامل و معاینه فیزیکی لازم است، معمولاً به‌عنوان قدم دوم، بررسی طول کبد انجام می‌شود (liver span).
آزمایش خون: نمونه خون برای تعیین سطح آنزیم‌های کبد و شناسایی ویروس‌هایی که می‌توانند باعث افزایش اندازه کبد شوند، آزمایش می‌شود.
تصویربرداری: تصویربرداری شامل سی تی اسکن، سونوگرافی یا MRI است. الاستوگرافی رزونانس مغناطیسی با استفاده از امواج صوتی برای ایجاد یک نقشه بصری (elastogram) از سختی بافت کبد استفاده می‌شود. این تست غیر تهاجمی می‌تواند جایگزین بیوپسی کبدی باشد.
بیوپسی کبدی: بیوپسی اغلب با استفاده از یک سوزن بلند و نازک با ورود از‌طریق پوست به کبد، انجام می‌شود. سوزن یک هسته بافتی را می‌سازد که برای آزمایش آزمایشگاه ارسال می‌شود.